# ده توت (بروجن)
ده توت (بروجن)، روستایی از توابع بخش گندمان شهرستان بروجن در استان چهارمحال و بختیاری ایران است.

## جمعیت
این روستا در دهستان دوراهان قرار دارد و براساس سرشماری مرکز آمار ایران در سال ۱۳۹۰، جمعیت آن ۱۱۷ نفر (۴۶خانوار) بوده‌است.